# Харченко Віктор Кіндратович
Ві́ктор Кіндра́тович Ха́рченко (18 (31) липня 1911, м. Жмеринка, нині Вінницької області — 10 січня 1975, поховано в Москві) — радянський військовий начальник. Маршал інженерних військ (1972).

## Молоді роки
Народився в сім'ї українського селянина. Закінчив в місті Лебедин школу і профшколу, придбав спеціальність «столяр-верстатник». В 1929 році приїхав в Ленінград, працював фрезерувальником на заводі «Червона Зоря». Одночасно став комсомольським активістом, був секретарем комсомольського осередку цеху, членом заводського комітету комсомолу. Член ВКП(б) з 1931.
В 1932 році за партійною путівкою направлений в Червону Армію. Закінчив Вищу військову електротехнічну школу комскладу Робітничо-селянської Червоної Армії (РСЧА) в 1938 році. Як один з кращих випускників був залишений в академії, був начальником курсу, потім начальником навчальної частини і заступником начальника інженерно-електроенергетичного факультету академії. У складі групи курсантів та викладачів академії був відправлений на фронт радянсько-фінської війни. Був відмінним спортсменом-лижником, чемпіоном РСЧА зі стрибків з трампліну в 1937—1940 роках і срібним призером чемпіонату СРСР в 1938 році.

## Радянсько-німецька війна
У боях Радянсько-німецької війни з серпня 1941 року в званні військінженера 3 рангу (відповідало загальновійськовому званню «капітан»). Під час відступу Червоної Армії восени 1941 брав участь у таємному мінуванні міст України. В свої спогадах (книга «…Специального назначения») відзначає, що завдяки йому і його співслужбовцям була зруйнована центральна частина Харкова.
В 1941—1942 роках був начальником штабу Управління спеціальних робіт Західного фронту, займався мінуванням мостів і важливих об'єктів при відступі радянських військ, а при наступі — їх розмінуванням і відновленням, брав активну участь в битві за Москву.
В 1942—1945 роках — начальник штабу та заступник командира окремої інженерної бригади спеціального призначення. Головне завдання бригади — влаштування мінних загороджень при оборонних діях, швидке розмінування місцевості при наступі. За масовий героїзм особового складу в Сталінградській битві бригада першою в Червоної Армії отримала гвардійське звання і стала іменуватися 1-ю окремою гвардійською інженерною бригадою спеціального призначення. Бригада брала участь в Курській битві, у форсуванні Дніпра, Бугу, Вісли, Одеру, в Берлінській операції.
Закінчив війну в званні полковника. Кілька разів був поранений і контужений.

## Післявоєнний час
Після війни до осені 1945 року займався розмінуванням території і об'єктів в Німеччині, потім переведений в штаб інженерних військ РСЧА. У 1948 році закінчив Вищу військову академію імені К. Є. Ворошилова і був призначений начальником інженерних військ армії. З 1951 року — начальник НДІ інженерних військ. З 1953 року — начальник інженерного комітету інженерних військ Радянської Армії. З 1961 року — заступник начальника, а з 5 лютого 1965 року — начальник інженерних військ Міністерства оборони СРСР. Генерал-полковник інженерних військ (7.05.1966). Військове звання маршал інженерних військ присвоєно 16 грудня 1972 року. Активний прихильник ідеї формування спеціальних військ.
Вніс великий внесок у розвиток інженерних військ, в оснащення їх новою технікою, засобами інженерного озброєння. Автор ряду наукових статей по теорії і практиці інженерного забезпечення бою і операції, історії інженерних військ, а також мемуарів. Багато зробив для створення та становлення Кам'янець-Подільського військово-інженерного командного училища (урочисто відкрито 31 серпня 1967; в 1969 стало вищим військовим навчальним закладом).
Загинув при виконанні службових обов'язків: при роботі на польових навчаннях в Білоруському військовому окрузі вертоліт Мі-8, у якому знаходився маршал, при наборі висоти раптово втратив швидкість і зірвався в круте пікірування з висоти понад 100 метрів. Похований на Новодівичому кладовищі в Москві.

## Нагороди
- п'ять орденів Червоного Прапора,
- Орден Кутузова 2-го ступеня,
- Орден Вітчизняної війни 1-го та 2-го ступенів,
- Орден Трудового Червоного Прапора,
- Орден Червоної Зірки,
- медалі;
- ордени й медалі низки соціалістичних країн.

## Увічнення пам'яті
Ім'я Харченка 24 березня 1975 надано Кам'янець-Подільському вищому військово-інженерному командному училищу. Біля училища встановлено бюст маршала (автор — Дмитро Крвавич).
Іменем Харченка названо вулицю в місті Лебедин. 31 серпня 1993 вулиця Маршала Харченка з'явилася і в Кам'янці-Подільському (до того — частина вулиці Крупської).